# مقاطعة يونيون (إلينوي)
مقاطعة يونيون (بالإنجليزية: Union County)‏ هي إحدى المقاطعات في ولاية إلينوي في الولايات المتحدة الأمريكية.

## أعلام
- والت هوستون